# Saurmag II. od Iberije
Saurmag II. od Iberije (gruz. საურმაგ II), iz dinastije Hosroida, bio je kralj Iberije (Kartlija, današnja istočna Gruzija) od 361. do 363. godine i su-vladar od 370. do 378. godine. Gruzijska povijesna tradicija ga ignorira, ali ga spominje rimski povjesničar Amijan Marcelin. Bio je prvi sin Reva II. i Salome, i brat kasnijeg kralja Trdata.
Na prijestolju je 361. godine naslijedio svog djeda s očeve strane, Mirijana III., prvog kršćanskog kralja Iberije. Provodio je pro-rimsku politiku. Sasanidski kralj Šapur II. svrgnuo ga je 363. godine, i na njegovo mjesto postavio Aspagura II., brata njegovog oca Reva II. Sasanidska intervencija na Kavkazu izazvala je rimski odgovor, pa je kasnije, 370. godine, rimski car Valens poslao 12 legija - oko 12 000 ljudi - pod zapovjedništvom Terencija, koji je ponovo instalirao Saurmaga na prijestolje u zapadnom dijelu Iberije, uz Armeniju i Laziku, dok je Aspagurovom nasljedniku, Mitridatu III., bilo dopušteno zadržati kontrolu nad sjeveroistočnim dijelom kraljevstva. Dogovor nije prepoznao Šapur, koji ga je smatrao osnovom za rat, i nastavio je neprijateljstva protiv Rima rano 371. godine. Međutim, do 378. godine, Gotski rat je sputavao Rim, koji je napustio Saurmaga i njegovo je carstvo moralo prestati postojati dok je Iberija prošla, cijela ili gotovo takva, pod sasanidskim sizerenstvom.